# William Fitzwilliam, 4:e earl Fitzwilliam

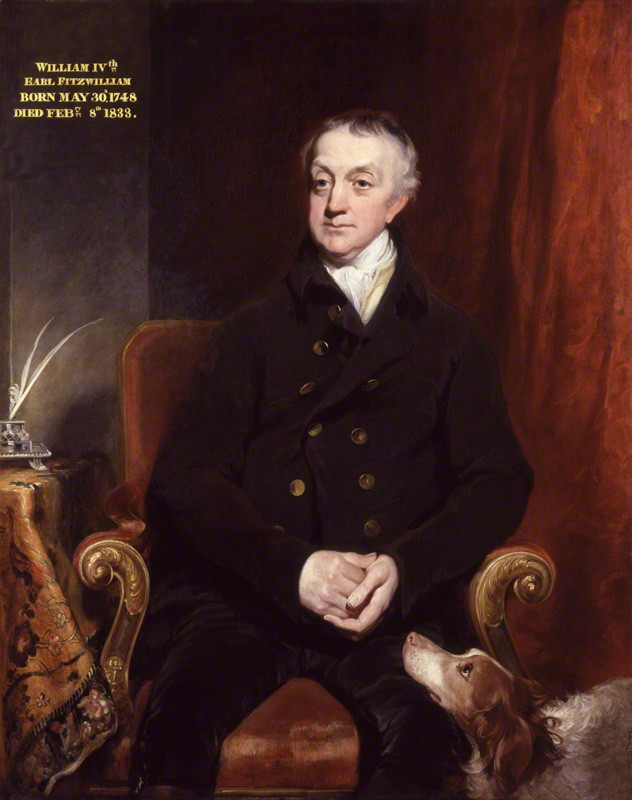
William Fitzwilliam, 4:e earl Fitzwilliam.

William Wentworth-Fitzwilliam, 4:e earl Fitzwilliam, född den 30 maj 1748, död den 8 februari 1833, var en brittisk statsman. Han var far till Charles Wentworth-Fitzwilliam, 5:e earl Fitzwilliam.
Fitzwilliam, som var skolkamrat och ungdomsvän till Fox, tog 1769 säte i överhuset och tillhörde länge oppositionen, men förmåddes av motvilja mot franska revolutionen att i likhet med flera andra "gamla whigs" övergå på Pitts och regeringens sida, varefter han i juli 1794 som lordpresident inträdde i Pitts ministär och i januari 1795 som lordlöjtnant sändes till Irland. Han hade emellertid missförstått Pitts avsikter och visade större eftergivenhet för de romerska katolikerna, än regeringen gillade, varför en konflikt genast uppstod och Fitzwilliam redan i mars samma år nödgades nedlägga sitt ämbete, till stor sorg för den av Grattan ledda irländska befolkningen. Snart försonade han sig åter med regeringen, tillhörde oppositionen mot Addingtons ministär (1801-1804) och var 1806-1807 ånyo lordpresident (i ministären Grenville-Fox). Fitzwilliam var systerson och artagare till den bottenrike markisen av Rockingham och förde på Wentworth House en lysande stat (bland annat omtalas en fest, varvid han skall ha undfägnat 40 000 personer).